# Impasse Chandon
L'Impasse Chandon est une voie privée du 15e arrondissement de Paris.

## Origine du nom
Cette voie est nommée d'après monsieur Chandon, propriétaire des terrains sur lesquels la voie a été ouverte.

## Historique
La voie est créée et prend sa dénomination actuelle en 1859. 